# Orcininae
Orcininae es una subfamilia de cetáceos odontocetos integrada por nueve géneros vivientes y extintos.

## Clasificación
- Subfamilia Orcininae[1]
  - Arimidelphis †
    - Arimidelphis sorbinii †

  - Feresa
    - Feresa attenuata

  - Grampus
    - Grampus griseus

  - Hemisyntrachelus †
    - Hemisyntrachelus cortesii
    - Hemisyntrachelus pisanus

  - Orcaella
    - Orcaella brevirostris

  - Orcinus
    - Orcinus citoniensis †
    - Orcinus meyeri †
    - Orcinus orca
    - Orcinus paleorca †

  - Peponocephala
    - Peponocephala electra

  - Platalearostrum †
    - Platalearostrum hoekmani †

  - Pseudorca
    - Pseudorca crassidens
    - Pseudorca yokoyamai †